# Pepperoni
Pepperoni là một phiên bản salami có xuất xứ từ Hoa Kỳ, được làm từ hỗn hợp thịt lợn và thịt bò ướp với Paprika hoặc các loại bột ớt khác.
Đặc trưng của Pepperoni là mềm, hơi ám khói và có màu đỏ tươi. Pepperoni cắt lát mỏng là một loại topping pizza được sử dụng phổ biến hàng đầu tại Hoa Kỳ.

## Từ nguyên
Thuật ngữ "pepperoni" là một từ mượn, nguyên gốc của nó là peperoni, số nhiều là peperone, là một danh từ trong tiếng Italia để chỉ ớt chuông. "Pepperoni" lần đầu tiên được sử dụng để chỉ một loại xúc xích là vào năm 1919. Trong tiếng Italia, từ peperoncino (từ giảm nhẹ của peperone) chỉ đến các loại tiêu cay bỏng.

## Chế biến
Pepperoni thường được làm từ hỗn hợp thịt lợn và thịt bò. Thịt gà tây cũng thường được sử dụng thay thế, nhưng việc sử dụng thịt gia cầm trong "pepperoni" phải được dán nhãn thích hợp ở Hoa Kỳ.
Việc sử dụng nitrat hoặc nitrit cũng góp phần tạo ra màu đỏ của pepperoni khu chúng phản ứng với hem trong myoglobin của các thành phần protein của thịt.

## Tiêu thụ
Theo báo cáo của Convenience Store Decisions, người Mỹ tiêu thụ 251,7 triệu pound pepperoni hàng năm, trên 36% tổng số pizza được sản xuất trên toàn quốc. Pepperoni có xu hướng cuộn tròn các cạnh dưới sức nóng trong lò nướng. Một số pepperoni vì thế được sản xuất thành những lát dày hơn, cố ý làm uốn quăn các cạnh.
Pepperoni cũng được sử dụng làm nhân của cuộn pepperoni, một món ăn nhẹ phổ biến tại Tây Virginia và các khu vực lân cận.
Ở tỉnh Nova Scotia của Canada, pepperoni chiên giòn (thường đi kèm với nước sốt mù tạt mật ong) là một loại đồ nhậu phổ biến ở các quán rượu.

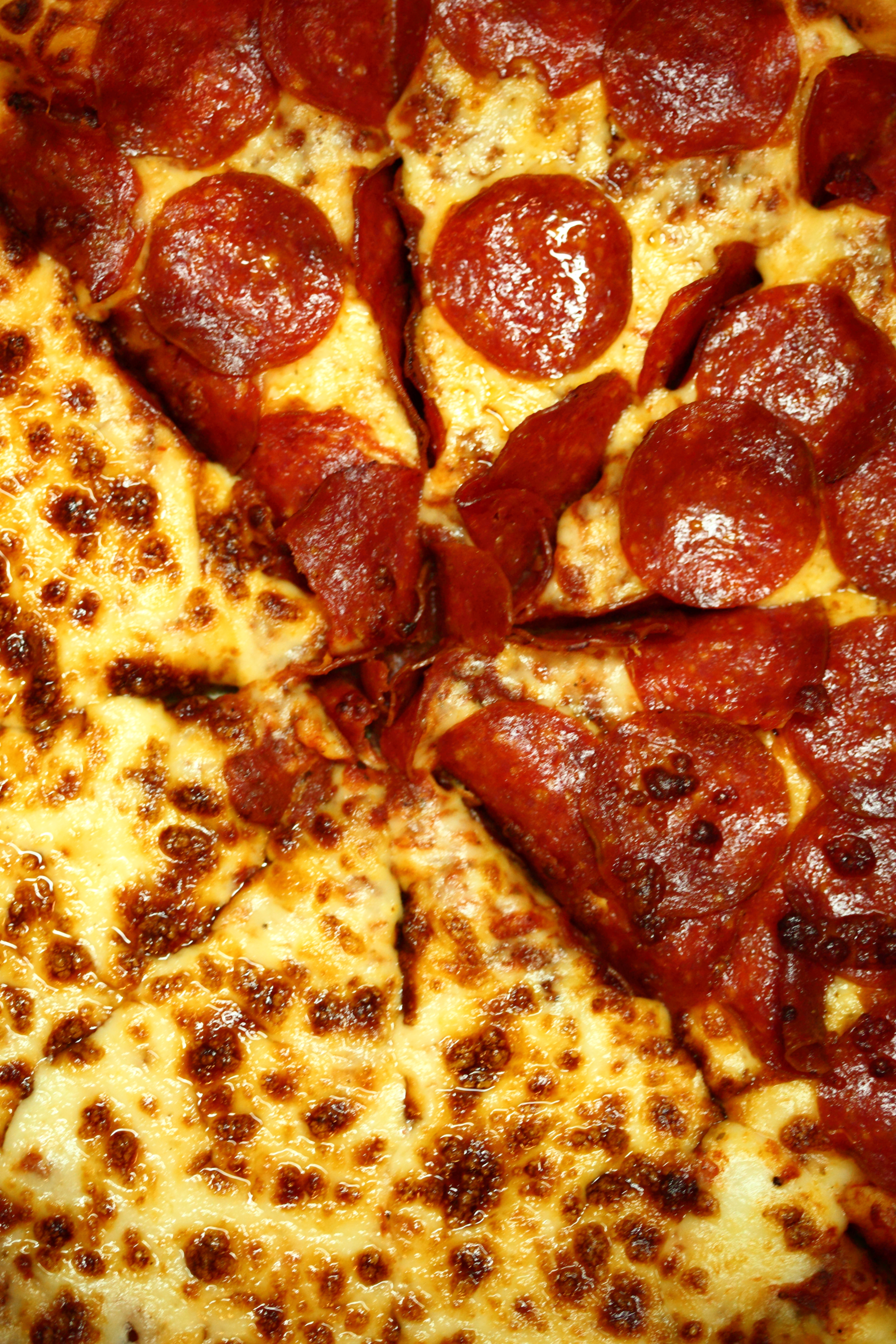
Pepperoni on a pizza.
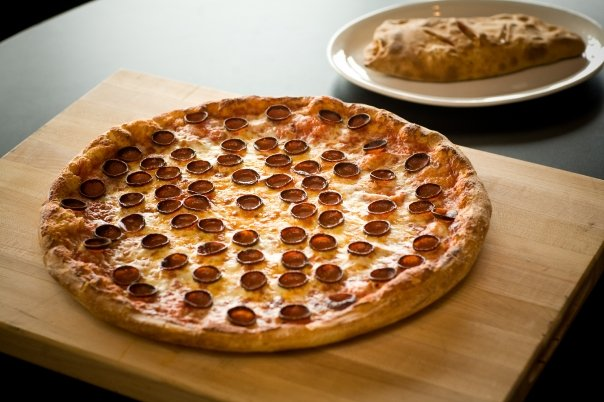
A cooked pizza with pepperoni showing distinct curling.